# Xincai

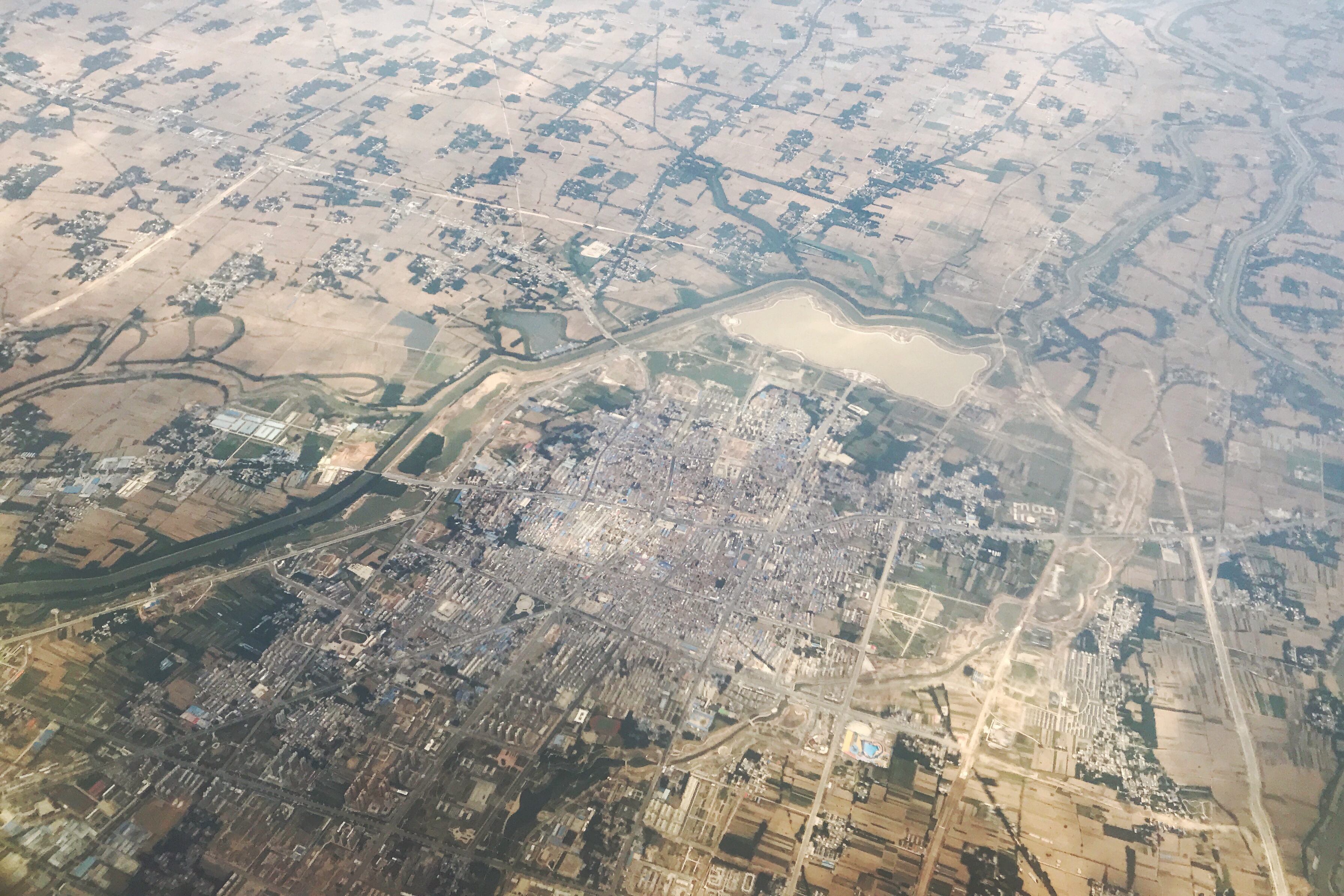
Luftaufnahme des Kreises Xincai

Der Kreis Xincai (新蔡县,  Xīncài Xiàn) ist ein Kreis in der chinesischen Provinz Henan. Er gehört zum Verwaltungsgebiet der bezirksfreien Stadt Zhumadian. Xincai hat eine Fläche von 1.453 km² und zählt 846.400 Einwohner (Stand: Ende 2018). Sein Hauptort ist die Großgemeinde Gulü (古吕镇).

## Administrative Gliederung
Auf Gemeindeebene setzt sich der Kreis aus neun Großgemeinden und dreizehn Gemeinden zusammen. 